# Ellwerath

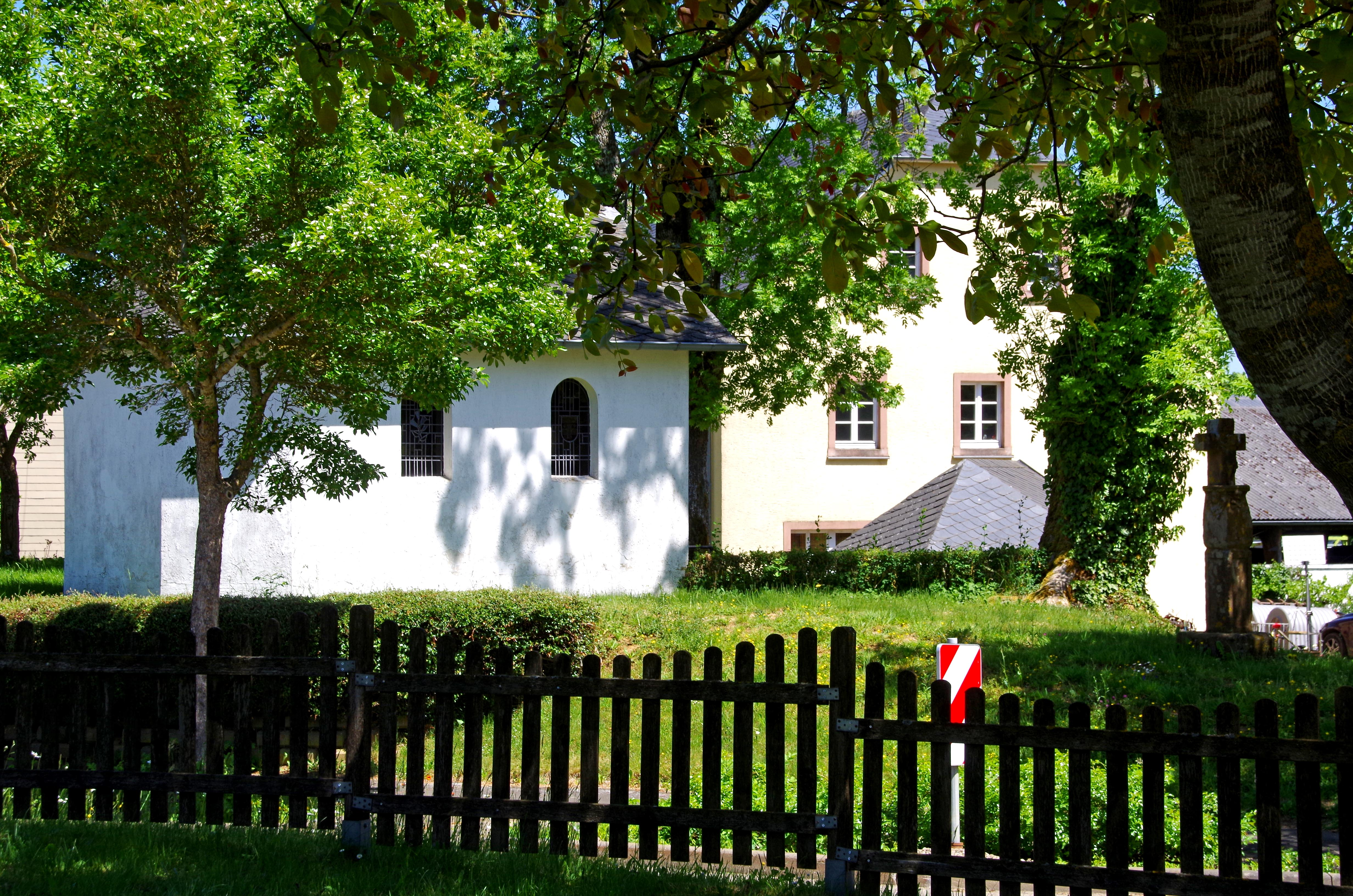
Ellwerath, Kapelle (Lindenstraße)

Ellwerath ist ein Ortsteil der Ortsgemeinde Rommersheim im Eifelkreis Bitburg-Prüm in Rheinland-Pfalz.

## Geographische Lage
Ellwerath liegt an den Ausläufern der Hüscheide-Berge und am südlichen Ortsrand erhebt sich der Hardtkopf mit einer Höhe von ca. 600 m ü. NHN. Durch den Ort verlaufen die K 170 und die K 192. Nordwestlich des Dorfes verläuft die Bundesstraße 51. Nachbarorte sind Nordosten Rommersheim, im Osten Giesdorf, im Süden Oberlauch und im Nordwesten Niederprüm.

## Geschichte
1936 wurde zwischen Rommersheim und Ellwerath eine römische Siedlungsstelle gefunden. Sie war zwischen dem 1. und 6. Jahrhundert n. Chr. besiedelt.
Am 1. Januar 1971 wurde die bis dahin eigenständige Gemeinde Ellwerath in die Ortsgemeinde Rommersheim eingemeindet.

## Kultur und Sehenswürdigkeiten
Sehenswert ist in Ellwerath vor allem die katholische Pfarrkirche St. Maximin. Es handelt sich um einen spätgotischen Saalbau mit Rechtecktor. Der Westturm ist mit 1816 bezeichnet und das Querhaus mit 1928. Entworfen wurde die Kirche durch den Dombaumeister Julius Wirtz aus Trier.
Ebenfalls sehenswert ist die Fatima-Kapelle des Ortes und eine Vielzahl von Wegekreuzen, überwiegend aus dem 19. Jahrhundert.
Siehe auch: Liste der Kulturdenkmäler in Rommersheim

## Bevölkerungsentwicklung
| Jahr | Einwohner |
| ---- | --------- |
| 1933 | 55        |
| 1939 | 51        |
| 2014 | 70        |